# IC 1208
IC 1208 — галактика типу S0-a (спіральна галактика) у сузір'ї Північна Корона.
Цей об'єкт міститься в оригінальній редакції індексного каталогу.